# Бієлєвина-Ораховицька
Бієлєвина-Ораховицька (хорв. Bijeljevina Orahovička) — населений пункт у Хорватії, у Вировитицько-Подравській жупанії у складі міста Ораховиця.

## Населення
Населення за даними перепису 2011 року становило 37 осіб.
Динаміка чисельності населення поселення:

## Клімат
Середня річна температура становить 11,11 °C, середня максимальна – 25,29 °C, а середня мінімальна – -5,72 °C. Середня річна кількість опадів – 741 мм.
| Клімат поселення                              | Клімат поселення | Клімат поселення | Клімат поселення | Клімат поселення | Клімат поселення | Клімат поселення | Клімат поселення | Клімат поселення | Клімат поселення | Клімат поселення | Клімат поселення | Клімат поселення | Клімат поселення |
| Показник                                      | Січ.             | Лют.             | Бер.             | Квіт.            | Трав.            | Черв.            | Лип.             | Серп.            | Вер.             | Жовт.            | Лист.            | Груд.            |                  |
| Середній максимум, °C                         | 5,94             | 8,04             | 12,61            | 16,96            | 22,17            | 25,29            | 25,08            | 24,52            | 20,25            | 14,95            | 9,22             | 5,14             |                  |
| Середня температура, °C                       | 0,12             | 2,20             | 6,75             | 11,12            | 16,33            | 19,45            | 21,45            | 20,86            | 16,60            | 11,30            | 5,60             | 1,50             |                  |
| Середній мінімум, °C                          | −5,72            | −3,63            | 0,91             | 5,27             | 10,48            | 13,60            | 17,80            | 17,24            | 12,96            | 7,67             | 1,94             | −2,14            |                  |
| Норма опадів, мм                              | 45               | 43               | 45               | 57               | 70               | 94               | 67               | 67               | 57               | 64               | 74               | 58               |                  |
| Середньомісячна швидкість вітру, м/с          | 2.13             | 2.40             | 2.70             | 2.60             | 2.30             | 2.10             | 2.10             | 1.90             | 1.90             | 1.99             | 2.10             | 2.20             |                  |
| Середньомісячна сонячна радіація, кДж/м²·день | 4178             | 6908             | 10799            | 15274            | 19259            | 21201            | 22223            | 20107            | 14807            | 9164             | 4709             | 3553             |                  |
| --------------------------------------------- | ---------------- | ---------------- | ---------------- | ---------------- | ---------------- | ---------------- | ---------------- | ---------------- | ---------------- | ---------------- | ---------------- | ---------------- | ---------------- |
| Джерело:                                      |                  |                  |                  |                  |                  |                  |                  |                  |                  |                  |                  |                  |                  |